# Собор Святого Себастьяна (Рио-де-Жанейро)
Собор Святого Себастьяна (порт. Catedral Metropolitana de São Sebastião) — кафедральный собор в Рио-де-Жанейро, Бразилия.
Здание было построено в стиле модернизм по проекту архитектора Эдгара Фонсеки в 1964-1979 гг. Собор посвящён Святому Себастьяну, покровителю города и является кафедрой архиепархии Сан-Себастьян-до-Рио-де-Жанейро. До этого с середины XVIII века собором была церковь Кармильской Богоматери, сегодня — сокафедра.
Собор расположен в центре города. Здание имеет коническую форму с внутренним диаметром 96 м и наружным 106 м. Высота — 75 м. Внутри может находиться до 20000 человек. Длина прямоугольных витражей достигает 64 м.